# شائوشاک
شائوشاک (انگلیسی: Shaushak) یک شهرک در شهرستان کاراایدلسکی استان باشقیرستان کشور روسیه است.